# Maria Caramia
Maria Caramia (Taranto, 30 settembre 1982) è un'allenatrice di calcio ed ex calciatrice italiana, di ruolo attaccante.

## Carriera

### Taranto e Francavilla
Cresciuta nelle file del Carosino, inizia a giocare in Serie B con la maglia rossoblu del Taranto. Nella stagione 2005/2006 passa alla Vis Francavilla Fontana, squadra con la quale conquista subito la promozione in Serie A2, sfiorando il titolo di capocannoniere. Titolo che conquista l'anno successivo, con 31 reti in 22 partite. Dopo tre anni, passa alla Lazio CF in Serie A, con la quale conquista il 7º posto e segna 6 gol: la prima realizzazione in massima serie arriva il 5 dicembre 2009 contro il Bardolino Verona, mentre firma la rete più importante della stagione nel derby contro la Roma Calcio Femminile, segnando l'1-0 che decide il match. L'anno successivo torna alla Vis Francavilla Fontana, con la quale vince ancora la classifica capocannonieri (questa volta in Serie A2), segnando 25 reti.

### Napoli
Nell'estate del 2011 viene ingaggiata dal Napoli. Durante la prima stagione in maglia azzurra ottiene la vittoria del campionato di Serie A2, il secondo titolo consecutivo di capocannoniere e sfiora la vittoria della Coppa Italia, persa solo ai tempi supplementari contro il Brescia. Segna il primo gol con la squadra partenopea il 9 ottobre 2011, nella gara d'esordio in campionato, contro il Fiano Romano. Nello stesso stagione, la centravanti pugliese realizza anche una cinquina. L'anno successivo segna la sua prima rete in massima serie con la maglia del Napoli il 17 novembre 2012, nella vittoria per 2 a 1 sul campo del Firenze, mentre la sua prima doppietta in Serie A arriva l'8 dicembre, nel 5-1 casalingo contro il Riviera di Romagna.
Calcio a 5
Nel 2013 torna al calcio a 5, disciplina in cui aveva mosso i primi passi, ingaggiata dalla Stone Five Martina.
Dopo una stagione in maglia biancoceleste, passa alla Italcave Real Statte, calcando i parquet della serie A. Durante la prima stagione vince la Coppa Italia e la regular season nel Girone C della massima serie, perdendo i paly-off scudetto agli ottavi di finale. 
Nell'estate 2016 si trasferisce al Taranto, facendo così ritorno nella sua città natale. Con la casacca rossoblu disputerà due stagioni, prima di annunciare il ritiro dal calcio giocato .

## Dopo il ritiro
Dopo aver appeso le scarpette al chiodo, partecipa al corso per ottenere il Patentino UEFA B e diventare allenatrice di calcio. 
La sua prima esperienza in panchina è all'Olimpia Francavilla, scuola calcio di Francavilla Fontana.

## Statistiche

### Presenze e reti nei club
Statistiche aggiornate al 30 giugno 2013.
| Stagione           | Squadra            | Campionato         | Campionato | Campionato | Coppe nazionali | Coppe nazionali | Coppe nazionali | Altre coppe   | Altre coppe | Altre coppe | Totale | Totale |
| Stagione           | Squadra            | Comp               | Pres       | Reti       | Comp            | Pres            | Reti            | Comp          | Pres        | Reti        | Pres   | Reti   |
| ------------------ | ------------------ | ------------------ | ---------- | ---------- | --------------- | --------------- | --------------- | ------------- | ----------- | ----------- | ------ | ------ |
| 2001-2002          | Taranto            | Serie B            | 25         | 19         | CI              | 2               | 0               | -             | -           | -           | 27     | 19     |
| 2002-2003          | Taranto            | Serie B            | 22         | 8          | CI              | 2               | 0               | -             | -           | -           | 24     | 8      |
| 2003-2004          | Taranto            | Serie C            | ?          | ?          | -               | -               | -               | Coppa Regione | ?           | ?           | -      | -      |
| 2004-2005          | Taranto            | Serie C            | ?          | ?          | -               | -               | -               | Coppa Regione | ?           | ?           | -      | -      |
| 2005-2006          | Taranto            | Serie B            | 22         | 26         | CI              | -               | -               | -             | -           | -           | 22     | 26     |
| 2006-2007          | Vis Francavilla F. | Serie B            | 22         | 26         | CI              | 6               | 7               | -             | -           | -           | 28     | 33     |
| 2007-2008          | Vis Francavilla F. | Serie A2           | 22         | 31         | CI              | 4               | 7               | -             | -           | -           | 26     | 38     |
| 2008-2009          | Vis Francavilla F. | Serie A2           | 16         | 8          | CI              | 4               | 0               | -             | -           | -           | 20     | 8      |
| 2009-2010          | Lazio CF           | Serie A            | 22         | 6          | CI              | 3               | 2               | -             | -           | -           | 25     | 8      |
| 2010-2011          | Vis Francavilla F. | Serie A2           | 22         | 25         | CI              | 7               | 9               | -             | -           | -           | 29     | 34     |
| Totale Francavilla | Totale Francavilla | Totale Francavilla | 82         | 90         |                 | 21              | 23              |               | -           | -           | 103    | 113    |
| 2011-2012          | Napoli             | Serie A2           | 17         | 21         | CI              | 5               | 4               | -             | -           | -           | 22     | 25     |
| 2012-2013          | Napoli             | Serie A            | 24         | 6          | CI              | 2               | 0               | -             | -           | -           | 26     | 6      |
| Totale Napoli      | Totale Napoli      | Totale Napoli      | 41         | 27         |                 | 7               | 4               |               | -           | -           | 48     | 31     |
| Totale carriera    | Totale carriera    | Totale carriera    | 214        | 176        |                 | 35              | 29              |               | -           | -           | 249    | 205    |

## Palmarès

### Club
- Campionato di Serie A2: 1

Napoli: 2011-2012
- Campionato di Serie B: 1

Vis Francavilla: 2006-2007

### Individuali
- Capocannoniere della Serie A2: 2

Vis Francavilla: 2010-2011 (25 gol)
Napoli: 2011-2012 (21 gol)
- Capocannoniere della Serie B: 1

Vis Francavilla: 2006-2007 (31 gol)